# Aimé Blanc
Ne doit pas être confondu avec Aimé Le Blanc ou Lucien Aimé-Blanc.
Œuvres principales
- Les Jaume
- Le Taureau par les cornes
- Barbelune
- Le Drame de l'an 3000

Aimé Blanc, né le 30 janvier 1908 à Ribiers et mort le 27 avril 1995 à Digne-les-Bains, est un écrivain français du XXe siècle.

## Œuvre

### Romans
- Contes de ma Provence
- Les Jaume (« roman paysan », prix Jean Blaise décerné par la Société des Gens de Lettres)1960
- Le Taureau par les cornes (« roman paysan », prix Roberge de l’Académie française en 1955)
- Graines d'hommes 1962
- Le Poids d'un homme
- Rien pour moi, facteur ? (contes, prix Montyon de l'Académie française, prix Henri Buguet)
- Le Vin tiré (roman inspiré de l'affaire Dominici)
- Le Grand Barrage (« roman paysan »)
- Barbelune
- Le Drame de l'an 3000 (1946 - roman de science-fiction)
- La Part du Diable, illustrations de Raymond Biaussat, La Solidarité par le livre, 1965.
- Les  moissons du rêve
- Chantegrive

### Nouvelles
- Le Cabochard, 1965
- Crise, 1965
- L'Empreinte de l'au-delà, 1965
- Lou cigalaire, 1965
- Métempsychose, 1965
- Mon facteur, le diable et son chat, 1965
- Les Origines du Père Noël, 1965
- Le Pacte, 1965
- Le Rendez-vous de onze heures, 1965
- Le Santonnier du diable, 1965
- Satan joue et gagne, 1965
- Satan mène la danse, 1965
- Soir de Noël, 1965

## Sources
Les romans indiqués dans la bibliographie sont énoncés en page 4 du roman Le Drame de l'an 3000, édition La Solidarité par le Livre, 1971.
Les nouvelles sont énoncées sur le site Noosfère (cf. infra).